# Бійня в Губіо
Бійня що сталася 9 червня 2020 року в селищі Губіо, районі місцевого самоврядування, штату Борно, на північному сході Нігерії. Група озброєних чоловіків на мотоциклах та інших транспортних засобах більше двох годин атакувала село, загинула щонайменше 81 людина. В результаті нападу було поранено тринадцять людей, ще семеро людей викрали.  Зловмисники також вбили понад 300 корів та вкрали ще 1000. Нападники повернулися наступного ранку, убивши скотаря, який уникнув розправи, а потім підпалили селище. Жодна з груп не брала на себе відповідальності, але підозра пала на джихадистів Боко Харам.
Того ж дня банда з 200 чоловік напала на Кадісау, село в штаті Кацина. Вони розграбили селище, убивши щонайменше 20 людей, які намагалися його захистити. Жодна група не брала на себе відповідальності.